# 後藤元秀
後藤 元秀（ごとう もとひで、1950年〈昭和25年〉5月25日 - ）は、日本の政治家。元福岡県豊前市長（3期）。元福岡県議会議員（6期）。

## 経歴・人物
福岡県出身。福岡県立修猷館高等学校、慶應義塾大学法学部卒業。大学時代はラグビーサークルに所属していた。
1974年、西日本新聞社入社。社会部記者などを経て1985年に退職。1991年4月、福岡県議会議員に初当選。6期22年務めた。県議時代は自由民主党に所属した。
2013年4月、豊前市長に無投票で初当選。2017年、無投票で再選。
2021年は初の選挙戦となり、前市議会議長の磯永優二を下し3選。
2025年（令和7年）3月23日投開票の豊前市長選挙に4選を目指し出馬。選挙では少子高齢化への対応や小中学校の再編、財政再建などが論点となり、後藤は市の借金を減らす財政改革や文化・スポーツ振興を実績に挙げた。同年3月23日、前福岡県議会議員の西元健に敗れた。
※当日有権者数：19,527人 最終投票率：66.45%（前回比：-4.38pts）
| 候補者名 | 年齢 | 所属党派 | 新旧別 | 得票数  | 得票率 | 推薦・支持           |
| -------- | ---- | -------- | ------ | ------- | ------ | -------------------- |
| 西元健   | 45   | 無所属   | 新     | 7,841票 | 60.9%  | 自民、公明、立憲推薦 |
| 後藤元秀 | 74   | 無所属   | 現     | 5,034票 | 39.1%  |                      |

## 不祥事・騒動
- 2019年8月1日、母親の葬儀に参列した有権者に香典返しとして焼酎を贈ったとして、福岡県警豊前署は後藤を公職選挙法違反（寄付行為の禁止）の疑いで福岡地検小倉支部に書類送検した[11]。その後、不起訴処分となった[12]。
- 2022年2月3日、世界平和統一家庭連合（旧統一教会）の関連団体の世界日報社が運営する情報サイト「ビューポイント」は、後藤のインタビュー記事を配信した。後藤は台湾のサテライトキャンパス構想を語った[13]。
- 2022年10月14日、前年の市長選で告示前に投票を呼びかける名刺やはがきを有権者に配布したとして、福岡県警は後藤を公職選挙法違反（事前運動など）の疑いで、福岡地検小倉支部に書類送検した[14]。2023年3月27日付で福岡地検小倉支部は後藤を不起訴処分とした[15]。同年12月15日には、この市長選で対立候補に関する虚偽内容の文書を配ったなどとして、福岡県警が後藤を公職選挙法違反（虚偽事項公表、公務員の地位利用の選挙運動の禁止）の疑いで書類送検した[16]。